# 샌디 덩컨
샌디 덩컨(Sandy Duncan, 1946년 2월 20일 ~ )은 미국의 배우, 가수, 댄서이다.

## 출연 작품
- 백조 공주 (1994)
- 에디의 환상 여행 (1992)
- 토드와 코퍼 (1981)
- 우주에서 온 고양이 (1978)
- 뿌리 (1977)
- 별이 빛나는 소녀 (1971, Star Spangled Girl)
- 백만달러의 오리 (1971)
- 미드나잇 카우보이 (1969)